# عین بنیان
عین بنیان (به عربی: عین بنیان) یک شهرداری در الجزایر است که در ناحیه حمام ریغه واقع شده‌است.